# هیروکی مادا
هیروکی مادا (انگلیسی: Hiroki Maeda؛ زادهٔ ۹ آوریل ۱۹۹۴) بازیکن فوتبال اهل ژاپن است.